# 黄背藤
黄背藤（学名：Argyreia fulvo-villosa）为旋花科银背藤属的植物，是中国的特有植物。分布在中国大陆的云南等地，生长于海拔900米至1,000米的地区，见于杂木中和沟边，目前尚未由人工引种栽培。